# Boxel
Boxel was een suikerrietplantage aan de Surinamerivier in Suriname. De plantage lag stroomopwaarts aan plantage Domburg en stroomafwaarts aan plantage La Ressource. 
Tegenwoordig is er een marinekampement gevestigd. Op 30 november 2007 begon hier voor de krijgsraad het 8 Decemberstrafproces; het strafproces inzake de Decembermoorden van 8 december 1982. Speciaal voor het proces werd een zwaar beveiligde rechtszaal gebouwd.

## Geschiedenis

### Familie van Gelre
De plantage werd aangelegd door Magdalena Maria van Gelre, weduwe van kapitein André Boxel. Zij kwam, samen met haar zwager mr. Paulus van der Veen, gouverneur van Suriname, en diens echtgenote, haar zuster Anna van Gelre naar Suriname. In 1697 werd zij eigenaresse van de plantage Boxel, in sranantongo Boxtel. In 1702 kocht zij met Van der Veen de plantage Sinabo en Gelre aan de Commetewanekreek in het district Commewijne.
Van der Veen overleed in 1733. Op dat moment was geen van zijn kinderen meer in leven, en de erfenis ging naar zijn moeders familie. De erfgenamen waren de dochters van Andries Pels; Anna Maria en Johanna Sara. Zowel de plantages Boxel, Sinabo, Gelre als Het Yland, een plantage aan de Pauluskreek, werden hun eigendom. Anna Maria Pels verkocht Boxel in 1769.

### Andere eigenaren
In 1772 stond de plantage op naam van Charles Alexander Dunant. Het was toen een kleine suikerplantage met 124 slaven. Het suikerriet werd geperst met een watermolen. In de Surinaamsche Almanak van 1793 staat het Fonds Luden als eigenaar vermeld. Dit fonds had in totaal negentien plantages in eigendom, die door een aantal administrateurs werden beheerd. In de Almanak van 1821 is het eigendom overgegaan naar P. van de Broeke en Zoon.
Van 1821 tot 1834 werd Edward Conolly als eigenaar genoemd en daarna zijn erfgenamen. Het plantageareaal was 3.200 akkers, maar lang niet alles was in cultuur. In 1834 werkten er 212 slaven op de plantage. In 1843 waren dat er 134 en bij de emancipatie in 1863 werkten er nog 77 slaven. Op dat moment was Thomas Green de eigenaar. Zowel Conolly als Green lieten katholieke missionarissen toe tot hun plantage. Zij waren ook eigenaar van plantage Mary's Hope in Coronie.
Na de emancipatie van 1863 werd de familie Samuels eigenaar van plantage Boxel. De plantage had 75 Brits-Indische contractarbeiders in dienst en 91 Javanen. De familie Samuels was ook eigenaar van plantage Schoonoord aan de Commewijne.